# Кольцевое замковое устройство
Кольцевое замковое устройство (КЗУ) — механическое устройство для присоединения основного парашюта к подвесной системе. Кольцевое замковое устройство позволяет одним движением отцепить основной парашют. Отцепка необходима в случае частичного или полного его отказа, чтобы можно было безопасно ввести в действие запасной парашют.
Кольцевое замковое устройство, изобретённое Биллом Бусом в конце 1970-х, настолько упростило отцепку и сделало её безопасной, что в течение нескольких лет устройство де-факто стало стандартом. Кольцевое замковое устройство установлено на всех спортивных и на многих десантных парашютах.

## Конструкция КЗУ

Размыкание КЗУ

Кольцевое замковое устройство представляет собой три кольца разного размера, переплетённых между собой. Нижнее, самое большое кольцо является частью подвесной системы (ранца). Два верхних кольца находятся на свободных концах основного парашюта и зафиксированы тросиком с петлей зачековки.
В случае частичного или полного отказа основного парашюта парашютист выдёргивает подушку отцепки, закреплённую с помощью липучки на подвесной системе. Подушка отцепки имеет два стальных тросика с тефлоновым покрытием, ведущих к правому и левому КЗУ соответственно. Тросики освобождают самое маленькое кольцо замка. Маленькое кольцо последовательно освобождает кольцо среднего размера, и оно выскакивает из большого кольца. Основной парашют улетает и парашютист открывает запасной парашют.

## Варианты
Первоначальная конструкция замка обеспечивала снижение механического усилия в 200 раз. Современный широко распространённый «малый» замок — лишь уменьшенная версия, она обеспечивает снижение механического усилия в 30 раз. Классическая конструкция известна как «большой» замок.
Любопытно, что за более 30 прошедших со дня изобретения КЗУ лет неоднократно предпринимались попытки улучшить конструкцию замка, в основном неудачные. Наиболее известной модификацией были развернутые кольца на ранцах фирмы «Parachute de France». Неудачной оказалась и советская модификация замка КЗУ с D-образными пряжками.
Некоторые тандемы имеют четыре кольца вместо трёх для бо́льшего снижения механического усилия.